# Virginia Norwood
Virginia Tower Norwood (ur. w styczniu 1927, zm. 26 marca 2023) – amerykańska fizyczka, najbardziej znana ze swojego wkładu w program Landsat – zaprojektowała skaner multispektralny, który został po raz pierwszy użyty w satelicie Landsat 1. Za tę pracę nazywana „matką Landsatu”.

## Wykształcenie
Norwood została przyjęta do Massachusetts Institute of Technology (MIT) na częściowe stypendium w 1944 r. Studia ukończyła w 1947 r. z dyplomem z fizyki matematycznej. Podczas pracy w korpusie łączności Armii Stanów Zjednoczonych (Signal Corps) w New Jersey uczęszczała na zajęcia inżynierskie w ramach programu Rutgers University Extension.

## Kariera
Rok po ukończeniu MIT została zatrudniona w laboratoriach Signal Corps w Fort Monmouth w stanie New Jersey. Tam rozpoczęła pracę nad radarem pogodowym, później zaprojektowała reflektor radarowy do balonów meteorologicznych, aż w końcu przeszła do prac nad projektem anteny mikrofalowej.
Po pięciu latach w Signal Corps przeniosła się do Los Angeles i rozpoczęła pracę w Hughes Aircraft Company. Przez 36 lat pracowała tam przy wielu projektach, które obejmowały projektowanie anten, łączy komunikacyjnych, optykę i skanery Landsat. W tym okresie zaprojektowała nadajnik mikrofalowy, którego Surveyor 1 używał do przesyłania danych i obrazów z Księżyca z powrotem na Ziemię.
Norwood zaprojektowała także sześciopasmowy skaner multispektralny do użytku podczas pierwszej misji Landsat. Ze względu na ograniczenia misji prototyp został zmieniony tak, aby używał tylko czterech pasm. Został on użyty na Landsat 1. Ulepszona siedmiopasmowa wersja, znana jako Thematic Mapper (TM), została później dołączona do Landsata 4.
Norwood przeszła na emeryturę w 1990 r. W artykule biograficznym opublikowanym przez NASA w 2020 r. nazwano ją „matką Landsata”.

## Odznaczenia
W 1979 r. Norwood otrzymała nagrodę im. Williama T. Pecory, przyznawaną za osiągnięcia w dziedzinie teledetekcji, a także za wkład w praktyczne zastosowania teledetekcji. Nagroda jest sponsorowana wspólnie przez Departament Spraw Wewnętrznych Stanów Zjednoczonych oraz National Aeronautics and Space Administration.
W 2021 roku Norwood otrzymała Honorową Nagrodę za Całokształt Twórczości przyznawaną przez Amerykańskie Towarzystwo Fotogrametrii i Teledetekcji. Jest to najwyższe wyróżnienie przyznawane przez to towarzystwo.